# Ralph Fiennes
Ralph Nathaniel Twisleton-Wykeham-Fiennes (/ˈreɪf ˈfaɪnz/ RAYF FYNZ; sinh ngày 22 tháng 12 năm 1962) là một diễn viên, nhà sản xuất phim và đạo diễn người Anh. Là một thông dịch viên của Shakespeare, ông lần đầu tiên đạt được thành công trên sân khấu tại Nhà hát Quốc gia Hoàng gia. Ông có bộ phim đầu tay với vai Heathcliff trong Emily Brontë's Wuthering Heights (1992).
Vai diễn tội phạm chiến tranh của Đức Quốc xã Amon Göth trong bộ phim của Steven Spielberg Schindler's List (1993) của Fiennes đã mang về cho ông đề cử Giải Oscar cho Nam diễn viên phụ xuất sắc nhất và Giải Quả cầu vàng cho Nam diễn viên phụ xuất sắc nhất, và anh ta đã giành được Giải BAFTA cho Nam diễn viên phụ xuất sắc nhất. Diễn xuất của ông với vai Bá tước Almásy trong The English Patient (1996) đã mang về cho anh đề cử Giải Oscar thứ hai, lần này là Nam diễn viên chính xuất sắc nhất, cũng như các đề cử BAFTA và Quả cầu vàng.
Fiennes đã xuất hiện trong một số bộ phim đáng chú ý khác, bao gồm Quiz Show (1994), Strange Days (1995), The End of the Affair (1999), Red Dragon (2002), Maid in Manhattan (2002), The Constant Gardener ( 2005), In Bruges (2008), The Reader (2008), Clash of the Titans (2010), Great Expectations (2012), The Grand Budapest Hotel (2014), Hail, Caesar! (2016), The King's Man (2021). Ông lồng tiếng cho Rameses trong The Prince of Egypt (1998), Lord Victor Quartermaine trong Wallace & Gromit: The Curse of the Were-Rabbit (2005) và Alfred Pennyworth trong The Lego Batman Movie (2017). Fiennes đóng vai chính trong loạt phim Harry Potter (2005–2011), trong vai phản diện chính của nhượng quyền thương mại, Chúa tể Voldemort. Ông đóng vai chính trong loạt phim về James Bond, trong đó anh đã đóng vai Gareth Mallory / M, người đứng đầu MI6 trong Skyfall (2012), Spectre (2015) và No Time to Die (2021).
Năm 2011, Fiennes ra mắt vai trò đạo diễn với bộ phim chuyển thể từ bi kịch Coriolanus của Shakespeare, trong đó anh cũng đóng vai nhân vật chính. Năm 1995, ông giành được Giải thưởng Tony khi đóng vai Hoàng tử Hamlet trên sân khấu Broadway. Kể từ năm 1999, Fiennes là đại sứ cho UNICEF Vương quốc Anh. Fiennes cũng là Học viên danh dự của Trường Điện ảnh London. Năm 2018, ông nhận được Giải thưởng Thành tựu Đặc biệt cho Đóng góp Nghệ thuật Xuất sắc tại Liên hoan Phim Quốc tế Tokyo vì đạo diễn bộ phim The White Crow. Đối với công việc của mình đằng sau máy quay, vào năm 2019, ông đã nhận được Giải thưởng Stanislavsky.

## Chính trị

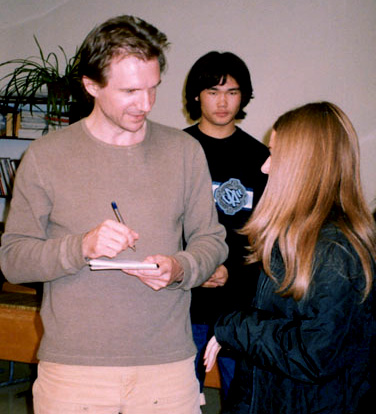
Ralph Fiennes ký tặng người hâm mộ trong chuyến thăm Kyrgyzstan với tư cách một thành viên thiện chí của UNICEF.

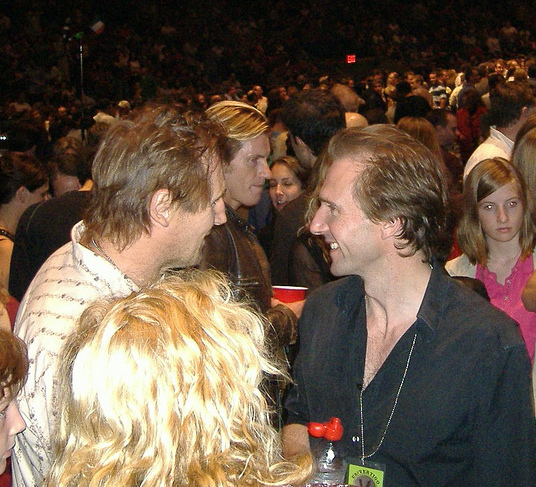
Liam Neeson nói chuyện với Ralph Fiennes tại buổi hòa nhạc của U2

## Danh sách phim
| Năm  | Tên                                            | Vai diễn                                  | Ghi chú |
| ---- | ---------------------------------------------- | ----------------------------------------- | --- |
| 1992 | Emily Brontë's Wuthering Heights               | Heathcliff                                | |
| 1993 | The Baby of Mâcon                              | (Con trai nhà Bishop)                     | |
| 1993 | Schindler's List                               | Amon Goeth                                | BAFTA Award for Best Actor in a Supporting Role Boston Society of Film Critics Award for Best Supporting Actor Chicago Film Critics Association Award for Best Supporting Actor Dallas–Fort Worth Film Critics Association Award for Best Supporting Actor London Film Critics Circle Award for British Actor of the Year National Society of Film Critics Award for Best Supporting Actor New York Film Critics Circle Award for Best Supporting Actor Đề cử—Academy Award for Best Supporting Actor Đề cử—Golden Globe Award for Best Supporting Actor – Motion Picture Đề cử—Los Angeles Film Critics Association Award for Best Supporting Actor Đề cử—MTV Movie Award for Best Breakthrough Performance |
| 1994 | Quiz Show                                      | Charles Van Doren                         | |
| 1995 | Strange Days                                   | Lenny Nero                                | Đề cử—Saturn Award for Best Actor |
| 1996 | The English Patient                            | Count László de Almássy                   | Đề cử—Academy Award for Best Actor Đề cử—BAFTA Award for Best Actor in a Leading Role Đề cử—Golden Globe Award for Best Actor – Motion Picture Drama Đề cử—Satellite Award for Best Actor – Motion Picture Drama Đề cử—Screen Actors Guild Award for Outstanding Performance by a Cast in a Motion Picture Đề cử—Screen Actors Guild Award for Outstanding Performance by a Male Actor in a Leading Role Đề cử—Southeastern Film Critics Association Award for Best Actor |
| 1997 | Oscar and Lucinda                              | Oscar Hopkins                             | |
| 1998 | The Avengers                                   | John Steed                                | Đề cử—Golden Raspberry Award for Worst Actor Đề cử—Golden Raspberry Award for Worst Screen Combo (cùng với Uma Thurman) |
| 1998 | The Prince of Egypt                            | Ramesses II                               | Đề cử—Annie Award for Voice Acting in a Feature Production |
| 1999 | Sunshine                                       | Ignatz Sonnenschein/Adam Sors/Ivan Sors   | European Film Award for Best Actor Đề cử—Academy of Canadian Cinema and Television Award for Best Performance by an Actor in a Leading Role |
| 1999 | Onegin                                         | Evgeny Onegin                             | Đồng giám đốc sản xuất |
| 1999 | The End of the Affair                          | Maurice Bendrix                           | Đề cử—BAFTA Award for Best Actor in a Leading Role |
| 2000 | The Miracle Maker                              | Jesus Christ                              | Lồng tiếng |
| 2002 | Spider                                         | Dennis "Spider" Cleg                      | |
| 2002 | The Good Thief                                 | Tony Angel                                | Không được ghi danh |
| 2002 | Red Dragon                                     | Francis Dolarhyde                         | Đề cử—Saturn Award for Best Supporting Actor |
| 2002 | Maid in Manhattan                              | Christopher Marshall                      | Đề cử—Teen Choice Award for Choice Movie – Liplock |
| 2005 | The Chumscrubber                               | Mayor Michael Ebbs                        | |
| 2005 | Chromophobia                                   | Stephen Tulloch                           | |
| 2005 | The Constant Gardener                          | Justin Quayle                             | BIFA Award for Best Performance by an Actor in a British Independent Film Đề cử—BAFTA Award for Best Actor in a Leading Role |
| 2005 | Wallace & Gromit: The Curse of the Were-Rabbit | Lord Victor Quartermaine                  | Đề cử—Annie Award for Voice Acting in a Feature Production |
| 2005 | The White Countess                             | Todd Jackson                              | |
| 2005 | Harry Potter and the Goblet of Fire            | Chúa tể Voldemort                         | Đề cử—MTV Movie Award for Best Villain |
| 2006 | Land of the Blind                              | Joe                                       | |
| 2007 | Harry Potter and the Order of the Phoenix      | Chúa tể Voldemort                         | |
| 2008 | In Bruges                                      | Harry Waters                              | Đề cử—BIFA Award for Best Supporting Actor |
| 2008 | The Duchess                                    | William Cavendish, 5th Duke of Devonshire | Đề cử—BIFA Award for Best Supporting Actor Đề cử—Golden Globe Award for Best Supporting Actor – Motion Picture Đề cử—London Film Critics Circle Award for British Actor of the Year |
| 2008 | The Reader                                     | Older Michael Berg                        | |
| 2009 | The Hurt Locker                                | Contractor Team Leader                    | Gotham Independent Film Award for Best Ensemble Cast Performance Đề cử—Screen Actors Guild Award for Outstanding Performance by a Cast in a Motion Picture Đề cử—Washington D.C. Area Film Critics Association Award for Best Cast |
| 2009 | Harry Potter and the Half Blood Prince         | Chúa tể Voldemort                         | Khách mời |
| 2010 | Cemetery Junction                              | Mr. Kendrick                              | |
| 2010 | Clash of the Titans                            | Hades                                     | |
| 2010 | Nanny McPhee and the Big Bang                  | Lord Gray                                 | |
| 2010 | Harry Potter and the Deathly Hallows – Part 1  | Chúa tể Voldemort                         | |
| 2010 | The Wildest Dream                              | George Mallory                            | |
| 2011 | Harry Potter and the Deathly Hallows – Part 2  | Chúa tể Voldemort                         | Scream Award for Best Villain Teen Choice Award for Choice Movie Fight Đề cử—MTV Movie Award for Best Fight Đề cử—Saturn Award for Best Supporting Actor |
| 2011 | Page Eight                                     | Alec Beasley                              | |
| 2011 | Coriolanus                                     | Coriolanus                                | Đạo diễn và sản xuất Đề cử—BAFTA Award for Outstanding Debut by a British Writer, Director or Producer |
| 2012 | Wrath of the Titans                            | Hades                                     | |
| 2012 | Skyfall                                        | Gareth Mallory / M                        | |
| 2012 | Great Expectations                             | Magwitch                                  | |
| 2013 | The Invisible Woman                            | Charles Dickens                           | Đồng đạo diễn |
| 2014 | The Grand Budapest Hotel                       | Monsieur Gustave H.                       | Denver Film Critics Society for Best Actor Detroit Film Critics Society for Best Ensemble Indiana Film Journalists Association For Best Actor Indiewire 2014 Year-End Critics Poll for Best Actor Đề cử—BAFTA Award for Best Actor in a Leading Role Đề cử—Broadcast Film Critics Association Award for Best Actor Đề cử—Broadcast Film Critics Association Award for Best Acting Ensemble Đề cử—Broadcast Film Critics Association Award for Best Actor in a Comedy Đề cử—Golden Globe Award for Best Actor – Motion Picture Musical or Comedy Đề cử—Online Film Critics Society Award for Best Actor Đề cử—Phoenix Film Critics Society Award for Best Cast Đề cử—San Diego Film Critics Society Award for Best Actor Đề cử—San Diego Film Critics Society Award for Best Performance by an Ensemble Đề cử—Screen Actors Guild Award for Outstanding Performance by a Cast in a Motion Picture Đề cử—Utah Film Critics Association Award for Best Actor Đề cử—Washington D.C. Area Film Critics Association Award for Best Ensemble Đề cử—Awards Circuit Community Award for Best Actor |
| 2014 | Turks & Caicos                                 | Alec Beasley                              | Chiếu trên TV |
| 2014 | Salting the Battlefield                        | Alec Beasley                              | Chiếu trên TV |
| 2014 | Two Women                                      | M.A. Rakitin                              | |
| 2015 | Spectre                                        | M                                         | Hậu kỳ |
| 2016 | Hail, Caesar!                                  | TBA                                       | Đang quay |
| 2016 | Kubo and the Two Strings                       |                                           | Đang quay |

| Năm  | Tên                                    | Vai diễn         | Ghi chú |
| ---- | -------------------------------------- | ---------------- | --- |
| 1990 | A Dangerous Man: Lawrence After Arabia | T. E. Lawrence   | |
| 1991 | Prime Suspect                          | Michael          | |
| 2008 | Bernard and Doris                      | Bernard Lafferty | Đề cử—Golden Globe Award for Best Actor – Miniseries or Television Film Đề cử—Primetime Emmy Award for Outstanding Lead Actor in a Miniseries or a Movie Đề cử—Screen Actors Guild Award for Outstanding Performance by a Male Actor in a Miniseries or Television Movie |
| 2011 | Rev.                                   | Bishop of London | |

| Năm  | Tên                                       | Vai diễn       | Ghi chú    |
| ---- | ----------------------------------------- | -------------- | ---------- |
| 2005 | Harry Potter and the Goblet of Fire       | Lord Voldemort | Lồng tiếng |
| 2007 | Harry Potter and the Order of the Phoenix | Lord Voldemort | Lồng tiếng |